# Санта-Лузия (Фуншал)
Санта-Лузия (порт. Santa Luzia) — район (фрегезия) в Португалии, входит в округ Мадейра. Расположен на острове Мадейра. Является составной частью муниципалитета Фуншал. Население составляет 6695 человек на 2001 год. Занимает площадь 1,34 км².